# Canthidium hypocrita
Canthidium hypocrita är en skalbaggsart som beskrevs av Vladimir Balthasar 1939. Canthidium hypocrita ingår i släktet Canthidium och familjen bladhorningar. Inga underarter finns listade.